# SOJA – Live in Hawaii
SOJA – Live in Hawaii är en liveDVD inspelad mellan 9 och 20 januari 2008 av Soldiers of Jah Army (SOJA) i Oahu, Maui, och Kailua-Kona. Den är regisserad och producerad av Marc Carlini och släpptes den 8 januari 2009.

## Låtlista
1. Sorry
2. Revolution
3. Be Aware
4. You Don't Know Me
5. By My Side
6. Stars and Stripes
7. Rasta Courage
8. To Whom It May Concern
9. Peace In A Time Of War
10. Open My Eyes
11. Faith Works
12. Bleed Through
13. Can't Tell Me
14. True Love